# 구봉서
구봉서(具鳳書, 1926년 11월 5일 ~ 2016년 8월 27일)는 대한민국의 희극인이자 영화배우이다.

## 생애
구봉서는 1926년 11월 5일, 평안남도 평양부에서 의료상을 하는 가정에서 태어났다. 
돌이 지나 3세 때 양친을 따라 평안남도 대동군에 이주하였다가 다시 경성부로 상경했다. 김용환 악극단의 단원이 됐다. 
1945년 대동상업고등학교를 졸업했다.
1945년 태평양가극단에서 아코디언 연주자라는 악사 생활을 시작으로 연예계 활동을 시작했으며, 예명(예능인이 본명 이외에 따로 지어 사용하는 이름)은 사용하지 않았다. 
1961년에 정식 데뷔해 배삼룡하고 콤비를 이루어 활동했으며, 연기자의 연이 시작된 것은 〈눈물젖은 두만강〉을 부른 가수 김정구의 친형이 이끄는 악극단에 출연하고부터였다. 
이후 1956년 《애정파도》로 영화에 데뷔하기 전까지 18년 동안 악극단 생활을 했다. 1947년 일본 동양음악전문학교를 수료하고, 20살에 태평양가극단을 시작으로 육군 군예대와 해병대 군예대를 거쳐 영화, 라디오, TV에서 활동했다. 
1945년부터 1954년까지 태평양·백조가극단 및 육군 군예단에서 활동했다. 1961년에 희극계에 데뷔했고, 출세작 《오부자》에서 4형제 가운데 막내인 '걸' 역할을 맡으면서 '막둥이'라는 애칭이 붙었다. 그 외에 "김수한무 거북이와 두루미 삼천갑자 동박삭", "형님 먼저, 아우 먼저"라는 유행어를 남기기도 했다.

## 사망
팔순을 넘기면서 평소에도 계속 폐렴 비슷한 증세를 보인 그는 사망하기 약 보름 전인 8월 10일경 폐렴 증세가 나타났다. 
서울성모병원에 입원했으며, 8월 말 위독한 상태에 빠졌다.
결국 2016년 8월 27일 새벽 1시경 끝내 병마를 이기지 못하고 노환에 따른 폐렴으로 고인이 되었다(향년 89세). 
구봉서의 빈소는 서울성모병원(서울시 서초구 반포동 소재) 장례식장에 마련되었으며, 그의 장례기간 동안 그의 빈소에는 많은 조문객들하고 후배 희극인들 및 개그맨들이 빈소를 찾았다. 
8월 29일 그의 발인식이 진행될 때 송해를 포함한 많은 후배 희극인 및 개그맨들이 참석하여 눈물을 감추며 구봉서의 마지막 가는 길을 지켜봤다. 
그의 유해는 경기도 남양주시 화도읍의 모란공원묘원에 안장되었다.

## 작품

### TV
- 《웃으면 복이와요》 MBC
- 《일요일 밤의 대행진》 MBC
- 《천하한마당》 MBC

### 드라마
- 《나는 참새로소이다》 KBS
- 《좁은문》 MBC

### 라디오
- 《홀쭉이와 길쭉이》
- 《노래 실은 희망열차》
- 《안녕하세요 막둥이 구봉서입니다》
- 《노래하는 유람선》

### 영화
- 《애정파도》, 1956년
- 《눈 나리는 밤》, 1958년
- 《구봉서의 벼락부자》, 1961년
- 《맹진사댁 경사》, 1962년
- 《돌아오지 않는 해병》, 1963년
- 《남자는 안팔려》, 1963년: 구봉서가 여장을 하고 출연. 두 배우 지망생의 무작정 상경기.
- 《당나귀 무법자》 서영춘과 콤비.
- 《단벌신사》, 1968년
- 《남정임 여군에 가다》, 1968년
- 《남자 미용사》, 1968년
- 《수학여행》, 1969년
- 《신세 좀 지자구요》
- 《웃어야 할까 울어야 할까》
- 《오부자》, 1958년: 4형제 가운데 막내인 '걸' 역할을 맡으면서 막둥이라는 애칭을 얻은 영화.
- 《애정파도》
- 《구봉서의 구혼작전》, 1970년
- 《부부교대》, 1973년
- 《운수대통》, 1975년
- 《마음 약해서》, 1980년
- 《남자 가정부》, 1980년
- 《형님먼저 아우먼저》, 1980년

### CF
- 1975년 ~ 1991년 농심 전속모델(농심 라면, 된장라면, 윙거초코, 꿀꽈배기, 바나나킥, 짜파게티, 새우 짜파게티, 신라면, 맛고기면, 포테토칩, 너구리, 사발면, 올백, 야짜, 안성탕면, 브이라면, 새우깡, 큰사발)

### 저서
- 《코미디 위의 인생》, 석필 刊, 1997년 4월 1일

## 구봉서를 연기한 배우

### TV 드라마
- 《그대가 꽃》 - 이태검, 윤갑수

## 일화
- 김희갑보다는 불과 세 살 아래였는데도 김희갑이 영감 역부터 한 것에 비해 구봉서는 청년 역이 시작이었다. 영화 《서울의 지붕 밑》에서 김희갑은 김승호, 허장강과 동년배 복덕방 영감이지만 구봉서는 전파상 총각 역을 맡았다.
- 구봉서는 자신이 출연한 영화는 가족들이 절대 보지 못하게 한 것으로 유명했다. 스스로 "만약 봤을 때는 엄벌 정도가 아니라 일주일 혹은 한달 동안 지긋지긋한 정신적 고문을 가했다"고 털어놓았을 정도였다.
- 가정을 무엇보다도 중요시했던 구봉서는 영화계 `애처클럽' 멤버였다. 일명 `공처가구락부'라 불린 이 비공인 단체에는 구봉서를 비롯해 곽규석, 신영균, 박노식, 장동휘 등이 `등록'돼 있었다.
- 구봉서는 살아생전 37년간 경북 문경시에 위치한, 고아들을 위한 사회복지법인 ‘신망애육원’을 후원했다. 또한 그가 사망할 때 "내가 죽는다 하더라도 그 곳(신망애육원)에 대한 후원을 끊지 말라"는 유언을 남겼다. 그래서 구봉서 사후에도 계속 후원이 되고 있다.
- 2022년에는 우정사업본부가 구봉서와 남보원을 소재로 한 《한국의 희극인》 우표를 발행했다.[2]

## 수상 및 서훈
- 1963년 제1회 청룡영화상 특별상(집단연기)
- 1987년 문화포장
- 1992년 옥관문화훈장(4등급)
- 2000년 MBC 코미디언부문 명예의 전당
- 2006년 제13회 대한민국 연예예술상 연예예술발전상(연기)
- 2013년 은관문화훈장(2등급)
- 2016년 MBC 방송연예대상 공로상

## 가족
- 4남